# Polizeilicher Informations- und Analyseverbund
Der Polizeiliche Informations- und Analyseverbund (PIAV) ist als Teil des Informationssystems der Deutschen Polizei (INPOL) ein System zur unverzüglichen Bereitstellung von ausgewählten Personen-, Fall- und Sachdaten. Die Daten stammen aus den Vorgangs- oder Fallsystemen des Bundeskriminalamtes, der Länderpolizeien, der Bundespolizei, der Polizei beim Deutschen Bundestag und des Zolls. Sie werden im Sinne des BKAG in einer gemeinsam genutzten Verbundanwendung auf Bundesebene aus den PIAV-Teilnehmersystemen bereitgestellt und dienen der länderübergreifenden operativen und strategischen Kriminalitätsanalyse.

## Hintergrund
PIAV ist ein wesentlicher Baustein einer effektiven Kriminalitätsbekämpfung durch die Polizeien des Bundes und der Länder. Ziel ist der Austausch von Personen-, Fall- und Sachdaten.
Auf der Basis des „Gesetzes über das Bundeskriminalamt und die Zusammenarbeit des Bundes und der Länder in kriminalpolizeilichen Angelegenheiten“ (BKAG) und von Bund/Länder-Gremienbeschlüssen wird diesem Erfordernis derzeit durch Verbund- und Zentraldateien sowie dem kriminalpolizeilichen Meldedienst (KPMD) und Sondermeldediensten (SMD) nachgekommen.
Nach den Taten des Nationalsozialistischen Untergrunds (NSU) beschloss die Innenministerkonferenz, einen Polizeilichen Informations- und Analyseverbund (PIAV) einzuführen. Eine durch die Kommission Kriminalitätsbekämpfung (KKB) eingerichtete Bund/Länder-Projektgruppe zur Untersuchung der kriminalpolizeilichen Meldedienste (BLPG KPMD) stellte im Rahmen einer Bestandsaufnahme der KPMD und der SMD u. a. nachfolgende Defizite bei diesen klassischen Meldediensten fest:
- aufwändige Mehrfacherfassung,
- schlechtes Aufwand-Nutzen-Verhältnis,
- unzureichendes Melde- bzw. Erfassungsverhalten,
- mangelnde Qualität der Daten,
- fehlende dateiübergreifende Abfrage- und Recherchemöglichkeiten,
- stark eingeschränkte Aussagekraft der Auswerteergebnisse,
- hoher länderübergreifender Kommunikationsaufwand zur Erkenntnisgewinnung

und artikulierte den Bedarf zur Ablösung der herkömmlichen Meldedienste durch einen auf aktueller Informationstechnologie basierenden PIAV. Für ein neues zukunftsweisendes PIAV-Zentralsystem kam eine Weiterentwicklung des Informationssystem INPOL-Fall mit den zugehörigen Schnittstellen (Bund-Länder-Dateischnittstelle und Bund-Länder-Onlineschnittstelle), wegen abweichenden Anforderungen des Informationsmodells der Polizei (IMP) nicht in Betracht. INPOL-Fall verfügt nicht über die Möglichkeiten eines modernen Fallbearbeitungssystems bezüglich der Datenspeicherung und -visualisierung. Das Informationsmodell Polizei (IMP) ist eine fachliche Komponente des Standards Xpolizei, in dem die verbundrelevanten Datenbanken/Dateien PIAV-O, PIAV-S, eFBS, PNR und ABS implementiert. Das Bundeskriminalamt ist der Herausgeber des Standards XPolizei und Dienstleister für die polizeilichen Anwendungen/Dateien, die XPolizei implementieren wollen.
Der Standard steht im polizeilichen Verbund über das sogenannte XPolizei-Repository den Länderpolizeien frei zur Verfügung. Der Abschluss des Aufbaus von PIAV-Operativ bedeutet automatisch die Ablösung der „relevanten INPOL-Fall Dateien“. Die nicht relevante INPOL-Fall Dateien (einfache Straftaten, wie Körperverletzungen, Ladendiebstähle) werden nicht in den PIAV-Operativ überführt werden.

## Praxis der Anwendung PIAV
Für eine effektive Kriminalitätsbekämpfung durch die Polizeien des Bundes und der Länder ist der Austausch von Personen-, Fall- und Sachdaten erforderlich. Das Bundeskriminalamt (BKA) unterhält als Zentralstelle der deutschen Polizei einen polizeilichen Informationsverbund und Analyseverbund (PIAV) zwischen Bund und Ländern und stellt zu diesem Zweck ein einheitliches Verbundsystem zur Verfügung (§ 29 BKAG). Am PIAV nehmen die Polizeien der Länder und des Bundes sowie die Zollbehörden teil (§ 29 Absatz 3 BKAG). Diese stellen die jeweils in eigener Zuständigkeit gewonnenen Daten selbst in PIAV ein. Gleichzeitig stellen sie diese Daten damit für den unmittelbaren Abruf durch die anderen Verbundteilnehmer zur Verfügung. Das BKA unterhält als Zentralstelle der deutschen Polizei den PIAV und stellt im Rahmen dieser Aufgabe auch die technische Infrastruktur zur Verfügung.
Das bedeutet aber nicht, dass die darin enthaltenen Daten im Besitz des BKA sind, sondern sie bleiben in der Verantwortung für die rechtmäßige Datenspeicherung bei der Stelle, die sie eingestellt hat (§ 29 Absatz 5, § 31 Absatz 2, § 77 Absatz 6 BKAG). Die zuständige Polizei, die in einem Fall ermittelt, prüft die von ihr erhobenen Daten auf Relevanz für eine Speicherung im PIAV. Es gilt das Prinzip der Einmalerfassung und Mehrfachnutzung von Daten. Der polizeiliche Sachbearbeiter, die polizeiliche Sachbearbeiterin muss die für eine gemeinsame Kriminalitätsbekämpfung der Länder und des Bundes erforderlichen Informationen im jeweils vertrauten IT-System lediglich markieren, damit sie in PIAV übertragen werden. Das BKA selbst ist an der Bewertung, Eingabe und Speicherung von Daten durch die anderen Verbundteilnehmer nicht beteiligt. Wenn ein Land also Fälle im PIAV bereitstellt, zieht dies nicht automatisch eine Analyse oder einen Handlungsbedarf durch das BKA nach sich. Vielmehr wird eine gemeinsame Nutzung durch die Verbundteilnehmer im Rahmen der gesetzlichen Vorgaben ermöglicht. PIAV-Operativ bildet dafür das fachliche System und unterstützt damit die Erreichung folgender polizeifachlicher Ziele:
- frühzeitiges Erkennen von Tat-Tat- und Tat-Täter-Zusammenhängen sowie Identifizierung unbekannter Täter,
- Identifizierung länder-, grenz- oder deliktsübergreifend handelnder Straftäter und Täterorganisationen sowie entsprechender Straftatenserien zur Initiierung, Koordinierung und Unterstützung von Ermittlungsverfahren im In- und Ausland,
- frühzeitiges Erkennen von deliktsspezifischen, deliktsübergreifenden und täter- oder opferbezogenen Kriminalitätsphänomenen sowie von zeitlichen oder geografischen Kriminalitätsbrennpunkten zur Gewährleistung einer schnellen polizeilichen Reaktion auf neue Kriminalitätsformen,
- frühzeitiges Erkennen von Tat- und Täterzusammenhängen zur Politisch motivierten Kriminalität (PMK),
- frühzeitiges Erkennen von kriminalitätsfördernden Faktoren zur Einleitung notwendiger behördenüber-greifender oder kriminalpolitischer Initiativen,
- Erstellung von Kriminalitätslageberichten und Kriminalitätslagebildern als aussagekräftige Informationsgrundlage für die polizeiliche und politische Führungs- und Entscheidungsebene.

Mit PIAV-Operativ wird der Informationsfluss von der Basisdienststelle bis zu den Zentralstellen strukturiert und optimiert sowie umfangreiche zeitaufwändige Mehrfacherfassungen in unterschiedlichen IT-Systemen und Medienbrüche weitgehend reduziert. PIAV-Operativ verbessert quantitativ und qualitativ wesentlich die Informationsbasis unter Beachtung der vom AK II bestätigten strategischen Leitlinien für die konzeptionelle Weiterentwicklung von INPOL zur durchgängigen Einmalerfassung und Mehrfachnutzung von Daten und fördert die operative Auswertung in Bund und Ländern erheblich.

## Stufen
| Umsetzungsstufe | PIAV-Datei                                                              | Status                                                                             |
| --------------- | ----------------------------------------------------------------------- | ---------------------------------------------------------------------------------- |
| 1               | Waffen- und Sprengstoffkriminalität                                     | Im Wirkbetrieb seit 2. Mai 2016                                                    |
| 2               | Gewaltdelikte / Gemeingefährliche Straftaten und Rauschgiftkriminalität | Im Wirkbetrieb seit Juni 2018. Ursprünglich bereits für Ende 2017 geplant gewesen. |
| 3               | Eigentumskriminalität und Vermögensdelikte                              | Im Wirkbetrieb, seit spätestens Juli 2020                                          |
| 3               | Sexualdelikte                                                           | Im Wirkbetrieb, seit spätestens Juli 2020                                          |
| 3               | Cybercrime                                                              | Im Wirkbetrieb, seit spätestens Juli 2020                                          |
| 4               | Dokumentenkriminalität                                                  | Im Wirkbetrieb, seit spätestens Juli 2020                                          |
| 4               | Schleusung/Menschenhandel/Sexuelle Ausbeutung                           | Im Wirkbetrieb, seit spätestens Juli 2020                                          |
| 5               | Korruption                                                              | In Planung, nicht vor 2024                                                         |
| 5               | Arzneimittelkriminalität                                                | In Planung, nicht vor 2024                                                         |
| 5               | Falschgeldkriminalität                                                  | In Planung, nicht vor 2024                                                         |
| 5               | Wirtschaftskriminalität/Umwelt- und Verbraucherschutzdelikte            | In Planung, nicht vor 2024                                                         |
| 5               | Geldwäsche                                                              | In Planung, nicht vor 2024                                                         |
| 6               | Politisch motivierte Kriminalität                                       | In Planung, nicht vor 2024                                                         |
| 7               | Organisierte Kriminalität                                               | In Planung, nicht vor 2024                                                         |

Der Ausbau von PIAV erfolgt(e) stufenweise.

## Systembestandteile
Die Unterschiede und Gemeinsamkeiten der Verbundanwendungen „Piav-Operativ“ und „Piav-Strategisch“ ergeben sich Anforderungen an diese Systeme. Piav-Operativ ist ein System zur unverzüglichen Bereitstellung und zum Austausch ausgewählter Personen-, Fall- und Sachdaten zu bestimmten, als verbundrelevant bewerteten Phänomenbereichen aus der laufenden Fallbearbeitung, um Tat-Tat- und Tat-Täter-Zusammenhänge frühzeitig erkennen und unbekannte Täter identifizieren zu können. Es diene damit primär der Unterstützung der operativen Fallbearbeitung durch die Polizeien des Bundes und der Länder.
Piav-Strategisch ist demgegenüber der Antwort zufolge ein Instrument zum Lagemonitoring, das es allen Polizeien des Bundes und der Länder ermöglicht, „aktuelle Kriminalitätsentwicklungen auf Basis umfassender, länderübergreifender und vor allem (tages-)aktueller Lageerkenntnisse aller teilnehmenden Polizeien des Bundes und der Länder zu bewerten“. Piav-Strategisch solle somit unter anderem dabei helfen, Kriminalitätsbrennpunkte frühzeitig zu erkennen und regionale Kriminalitätsentwicklungen von überregionalen Phänomenen unterscheiden zu können. Am 01. Juli 2021 startete PIAV Strategisch in den Wirkbetrieb.